# Svarta Rudolf
För filmen med samma namn, se Svarte Rudolf (film, 1928)
Svarta Rudolf är en dikt av Erik Axel Karlfeldt som är tillägnad Albert Engström. Dikten publicerades i tidningen Strix, nummer 19, år 1909. Albert Engström var tidningens grundare och fyllde 40 år det året. Sedan publicerades den i diktsamlingen Flora och Bellona som utkom 1918.
Albert Engström beskriver ”den mörke Rudolf” i berättelsen ”Dans” i sin bok ”Äventyr och hugskott” från 1908.
Svarta Rudolf hade en verklig förlaga i sjömannen Arvid Ljungström från Grisslehamn. Arvid Ljungström blev sedermera sjökapten och var en välkänd profil i Roslagen. Sista åren som sjökapten var han befäl på bogserbåten Viking som förliste vid Furusund efter en kollision med tankfartyget Skansen.
Dikten beskriver hur Svarta Rudolf dansar med en flicka i Roslagen och samtidigt minns hur han förfört flickor i hamnar jorden runt. Den tonsattes av Robert Norrby år 1909 till en populär visa och schlager som spelats in av bland annat Evert Taube, Åke Grönberg, John Harryson och Hootenanny Singers.
Diktens titel Svarta Rudolf avviker från språkets tumregel vid adjektivböjning, att adjektivet ska avslutas med -e när det syftar på uppenbart maskulina substantiv eller personer. I mellansverige och norröver är det vanligt med a-former även när man syftar på manliga personer. Karlfeldt var själv från Dalarna men visan handlar om en man från Roslagen i norra Uppland, som därför bör ha kallats så.